# 松本清張ミステリー時代劇
『松本清張ミステリー時代劇』（まつもとせいちょうみすてりーじだいげき）は、2015年4月から9月まで、BSジャパン開局15周年特別企画として、BSパワー調査の調査期間（毎月第1月曜日から2週間）の火曜日21:00 - 21:54に放送されたテレビ時代劇。
松本清張の時代小説連作集『無宿人別帳』『彩色江戸切絵図』『紅刷り江戸噂』に収録された短編を原作とし、1話完結方式で全12話が放送された。また、放送開始前の3月31日（20:00 - 21:54）には、事前番組『「松本清張ミステリー時代劇」を100％楽しむための公式ガイドブック』が放送された（MC：住吉美紀、解説：大石学、リポーター：小日向えり、解答者：眞鍋かをり、金子貴俊、八田亜矢子、新井康弘）。
佐々木蔵之介が、番組導入部の水先案内人を務めた。

## 放送リスト

### 流人騒ぎ
4月7日に放送された。

### 七種粥
4月14日に放送された。
キャスト
- 千勢：星野真里 （庄兵衛の後妻）
- 忠助：田中幸太朗 （手代）
- 文七：川野太郎 （岡っ引）
- 庄兵衛：布施博 （織物問屋「大津屋」の主人）
- お絹：西尾まり （忠助の妻）
- 丑六：志村東吾 （人足）

スタッフ
- 脚本：森岡利行
- 監督：森岡利行
- 原作：松本清張「七種粥」（『紅刷り江戸噂』収録）

### 役者絵
5月5日に放送された。
キャスト
- お蝶：雛形あきこ （六右衛門の囲われ女）
- 宗太：松田悟志 （人足）
- 六右衛門：桜木健一 （浅草の袋物問屋の主人）
- 文五郎：宅間孝行 （岡っ引）

スタッフ
- 脚本：李正姫
- 監督：皆川智之
- 原作：松本清張「役者絵」（『紅刷り江戸噂』収録）

### 左の腕
5月12日に放送された。

### 大黒屋
6月2日に放送された。
キャスト
- 幸八：塩谷瞬 （下っ引）
- 惣兵衛：せんだみつお （幸八の親分に当たる岡っ引）
- すて：橘実里 （常右衛門の妻）
- おくま：山村美智 （大黒屋の女中）
- 留五郎：ナカムラアツシ （殺人事件の被害者）
- 常右衛門：三浦浩一 （大黒屋の主人）

スタッフ
- 脚本：森岡利行、大前智里
- 監督：森岡利行
- 原作：松本清張「大黒屋」（『彩色江戸切絵図』収録）

### 山椒魚
6月9日に放送された。
キャスト
- お種：宮地真緒 （薬屋の女房）
- 庄太：落合モトキ （木賃宿「常陸屋」の子分）
- おまさ：秋本奈緒美 （常陸屋のおかみ）
- 源八：ラサール石井 （山椒魚を持ち常陸屋に現れた男）

スタッフ
- 脚本：李正姫
- 監督：永江二朗
- 原作：松本清張「山椒魚」（『彩色江戸切絵図』収録）

### 逃亡
7月7日に放送された。

### 大山詣で
7月14日に放送された。
キャスト
- 兵助：袴田吉彦 （日本橋の呉服問屋「近江屋」の番頭）
- おふで：寺島咲 （利右衛門の後妻）
- 天順：重松隆志 （大山講の先達）
- 久太郎：柳喬之 （大山講に参加した若旦那）
- 利右衛門：古旗宏治 （近江屋の主人）

スタッフ
- 脚本：森岡利行、大前智里
- 監督：森岡利行
- 原作：松本清張「大山詣で」（『彩色江戸切絵図』収録）

### 虎
8月4日に放送された。
キャスト
- 与助（庄吉）：内田朝陽 （渡りの絵職人）
- お梅：山口あゆみ （皐月屋のお手伝い）
- お滝：小松みゆき （旅籠屋の女将）
- お澄：小宮有紗 （庄吉の女房）
- 正岡了庵：三田村周三 （江戸の医師）
- 平兵衛：渋谷哲平 （甲府の鯉のぼり問屋「皐月屋」の主人）

スタッフ
- 脚本：李正姫
- 監督：山嵜晋平
- 原作：松本清張「虎」（『紅刷り江戸噂』収録）

### 雨と川の音
8月11日に放送された。

### 赤猫
9月8日に放送された。

### 町の島帰り
9月15日に放送された。

## 関連番組
第3・第4・第5の火曜日には関連番組の『火曜スペシャル ～時代劇がもっと楽しくなる～大江戸ゼミナール～』が放送された（MC：国広富之、パネリスト：パンチ佐藤、小日向えり）。

## オールスタッフ
- 主題歌：スターダストレビュー「おぼろづき」
- 音楽：佐藤和郎
- 時代考証：安藤優一郎（脚本）、時代考証学会（演出）
- 朗読場構成：水野宗徳
- スタジオ・特別協力：日光江戸村
- 制作協力：キャンター
- プロデュース：瀧川治水、山本和夫
- 製作：BSジャパン、ドラマデザイン社